# Enoch L. Johnson
Enoch Lewis Johnson, detto Nucky (Galloway, 20 gennaio 1883 – Northfield, 9 dicembre 1968), è stato un politico e criminale statunitense della città di Atlantic City.
Dal 1911 fino al suo arresto nel 1941, egli fu l'indiscusso "boss" del Partito Repubblicano che controllava Atlantic City e l'amministrazione della medesima contea. Usando la sua posizione politica per i propri interessi, il suo dominio ha prevalso per tutti gli anni venti, quando Atlantic City fu all'apice della sua popolarità come rifugio dal proibizionismo. La sua organizzazione è stata anche coinvolta nel contrabbando di alcolici, gioco d'azzardo e prostituzione.

## Primi anni
Enoch Lewis Johnson nacque il 20 gennaio 1883 a Galloway, nel New Jersey da Smith E. e Virginia (Higbee) Johnson. Il suo soprannome “Nucky” derivava dal suo nome di battesimo Enoch.
Nel 1886, Smith E. Johnson (1853–1917) fu nominato sceriffo della contea di Atlantic, New Jersey per un mandato di tre anni, e la sua famiglia si spostò a Mays Landing, New Jersey, la contea vicina. Dal momento che lo sceriffo non può succedere a sé stesso, Smith Johnson passò le successive due decadi ad alternarsi nei ruoli di sceriffo e vice-sceriffo. Quando egli non ricopriva la carica di sceriffo a Mays Landing, Smith Johnson era vice-sceriffo vivendo ad Atlantic City.
Smith Johnson fu, assieme all'impiegato della Contea di Atlantic, Lewis P. Scott (1854–1907) e al membro del Congresso John J. Gardner, un membro della triade che dominò su tutta Atlantic City e sulla Contea di Atlantic prima dell'ascesa al potere di Louis Kuehnle.

## Ascesa al potere
Nel 1905, Nucky Johnson divenne il vice-sceriffo di suo padre, e nel 1906 sposò la sua fidanzata dei tempi adolescenziali, Mabel Jeffries, della contea di Mays. Nel 1908, egli fu eletto Sceriffo della Contea di Atlantic quando il mandato di suo padre terminò, una posizione che egli mantenne fino a quando fu cacciato da un ordine del tribunale nel 1911. Nel 1909, egli divenne segretario del Comitato Esecutivo della Contea di Atlantic del Partito Repubblicano, una posizione di rilievo. Nel 1911, il capo politico locale, Louis Kuehnle, fu accusato di reati relativi alla corruzione e imprigionato, e Nucky Johnson gli succedette come leader della organizzazione politica Repubblicana che controllava Atlantic City e l'omonima Contea.
Atlantic City era una meta turistica, e i leader della città sapevano che il successo della città dipendeva dalla capacità di fornire ciò che i visitatori andavano cercando, e ciò era sostanzialmente la possibilità di bere, giocare d'azzardo e poter andare con prostitute. I responsabili della città si resero conto che se avessero permesso lo sviluppo di una "industria del vizio" si sarebbero create le condizioni per dare alla città uno slancio per superare le città concorrenti. Quindi, l'organizzazione ereditata da Nucky Johnson permise il servizio di alcolici durante le Domeniche (che al tempo era proibito dalle leggi del New Jersey), gioco d'azzardo e prostituzione, in cambio del pagamento della protezione da parte degli operatori di queste attività all'organizzazione. L'industria del vizio continuò a svilupparsi sotto l'egida di Nucky Johnson. Egli continuò anche altre attività corruttive, compresa la riscossione delle percentuali su contratti governativi.
Nel 1912, Mabel, la moglie di Johnson's, morì. Johnson era astemio, ma cominciò a bere dopo la morte di sua moglie.
Egli fece molti lavori durante i trent'anni del suo dominio, incluso tesoriere della contea, che gli permise di controllare le finanze pubbliche del territorio, esattore, editore di un giornale settimanale, direttore di banca, presidente di una società di prestiti immobiliari, e direttore di una distilleria. Egli rifiutò le richieste che lo volevano in corsa per un seggio al senato statale, credendo che potesse ledere la dignità di un "vero boss" proporsi alle elezioni. In quanto più potente Repubblicano del New Jersey, Johnson fu responsabile dell'elezione di diversi Governatori e Senatori degli Stati Uniti.
Nel 1916 Johnson lavorò come responsabile della campagna elettorale per il candidato Repubblicano Walter E. Edge come governatore, carica che in seguito ottenne. Oltre che a raccogliere fondi per Edge, che allora era Senatore in rappresentanza della Contea di Atlantic, Johnson ottenne l'elezione di Edge aiutando il capo della Contea di Hudson, il Democratico Frank Hague, che disprezzava il candidato Democratico Otto Wittpenn. Edge fornì ad Hague piena cooperazione e Hague istruì la gente del suo comitato dei Democratici a votare per Edge nelle primarie Repubblicane. Hague non supportò Wittpenn nell'elezione principale, ed Edge fu eletto. Edge ricompensò Johnson nominandolo ufficiale della Corte Suprema dello Stato.

## Atlantic City durante il Proibizionismo
Fu durante il Proibizionismo, che fu dichiarato nel 1919 e durò fino al 1933, che il potere di Johnson conobbe il suo apice. Il Proibizionismo fu efficacemente disatteso ad Atlantic City, e, come risultato, la popolarità della città crebbe ulteriormente. Atlantic City si rinominò dunque come "The World's Playground". La maggior parte dei guadagni di Johnson vennero dalla percentuale che egli otteneva da ogni gallone di liquore illegale venduto, nonché sul gioco d'azzardo e la prostituzione che veniva operata in città. Johnson una volta disse: 
“Noi abbiamo whisky, vino, donne, musica e slot machines. Non negherò mai tutto ciò e non chiederò scusa. Se la maggioranza della gente non l'avesse voluto, non sarebbe stato profittevole e dunque non sarebbe neppure esistito. Dunque, il solo fatto che esistono è la prova che la gente li vuole.”

Gli investigatori calcolarono che i guadagni di Johnson da questi vizi superò i $500 000 all'anno. Egli girava in una limousine blu da $14 000 con autista, e vestiva abiti molto costosi, che includevano un doppiopetto di procione da $1 200. Il suo simbolo personale era un garofano rosso, quotidianamente appuntato al suo occhiello. All'apice del suo potere, Johnson visse in una suite all'ottavo piano del Ritz-Carlton Hotel, collocato lungo il Pontile. Il Ritz, che aprì nel 1921, fu dove Johnson ospitò numerose feste di lusso. Egli era noto sia come “Lo Zar del Ritz” che come “Il Prigioniero del Ritz”. Egli fu ampiamente generoso con i bisognosi locali, e fu largamente amato dai suoi concittadini, tra cui era diventata leggendaria la sua generosità. Johnson una volta disse che "Quando vissi bene, tutti vissero bene".
Sin dalla sua fondazione, Atlantic City ebbe, come altri luoghi di villeggiatura estiva, una tipica economia stagionale, e gli sforzi per promuovere il turismo nei mesi freddi non ebbe particolare successo. L'ampia disponibilità di alcolici durante il proibizionismo, comunque, fece di Atlantic City la città preferita in tutta la nazione per i convegni. In uno sforzo di promozione di una economia basata sui convegni periodici, Johnson spinse per la costruzione del Centro Convegni Boardwalk Hall. I lavori su questo Centro cominciarono nel 1926 ed esso fu inaugurato nel maggio del 1929. Con una struttura di 650 per 350 piedi, fu un edificio modernissimo, e conteneva quello che era la più grande stanza con vista libera della storia.
Sotto Nucky Johnson, Atlantic City fu uno dei porti principali per l'importazione dell'alcool di contrabbando e, nel 1927, egli concordò di unirsi ad una larga organizzazione di altri contrabbandieri e criminali della costa est, fino a formare i cosiddetti "Big Seven". Egli fu l'anfitrione della Conferenza di Atlantic CIty del 1929, un meeting dei leader del crimine organizzato di tutta la nazione, includendo esponenti come Al Capone. (Un famoso fotografo disse di aver immortalato in una foto Johnson e Capone che camminavano assieme sul Pontile, durante la conferenza, ma questa prova è di dubbia autenticità).

## Accuse di Evasione Fiscale
Il nome di Nucky Johnson fu menzionato frequentemente in una serie di articoli riguardanti i vizi di Atlantic City pubblicati nel 1930 dal "New York Evening Journal di William Randolph Hearst. Secondo alcune voci del tempo, intercorrevano pessimi rapporti tra Johnson e Hearst poiché Johnson stava diventando troppo intimo di una showgirl con cui Hearst era solito frequentarsi quando quest'ultimo visitò Atlantic City. Johnson conseguentemente fu oggetto di crescente interesse da parte del Governo Federale, come risultato di un'attività di lobbying da parte di Hearst presso gli ufficiali amministrativi di Roosevelt.
Nel 1933 il pegno di una proprietà fu ottenuto su Johnson dal governo Federale per tasse dovute nel 1927. Il 1933 vide anche l'abrogazione del Proibizionismo, che eliminò uno dei maggiori vantaggi di Atlantic City tra i turisti e organizzatori di convegni, così come una fonte di introiti per Johnson e la sua organizzazione. Il 10 maggio 1939 egli fu accusato di evasione fiscale per guadagni di circa $125 000 che ottenne dagli esercenti negli anni 1935, 1936 e 1937. Un processo di due settimane si concluse nel luglio del 1941, e Johnson fu condannato. Ricevette una condanna a dieci anni da scontare nella prigione federale e una multa di $20 000. Il primo agosto 1941, Johnson, che allora aveva 58 anni, sposò la trentatreenne Florence Osbeck, una ex showgirl, con cui fu fidanzato per tre anni. Dieci giorni dopo, l'11 agosto 1941, Johnson fu condotto al penitenziario federale di Lewisburg.
A seguito della condanna di Johnson del 1941, Frank S. Farley gli succedette come leader dell'organizzazione.

## Il Rilascio
Johnson fu rilasciato con la condizionale il 15 agosto 1945, dopo quattro anni in prigione, e fece un giuramento di povertà per evitare il pagamento della multa da $20,000.
Successivamente al suo rilascio, Johnson visse con la moglie e il fratello in una casa posseduta da parenti della moglie nella zona di South Elberon Avenue, ad Atlantic City. Ci fu una speculazione per la quale sarebbe voluto entrare nell'ufficio elettorale, ma non lo fece mai. Invece, lavorò come commerciale per la Richfield Oil Company e, con sua moglie, per la Renault Winery. Durante questi anni, Johnson e sua moglie parteciparono ad alcuni dibattiti e cene politiche, dove occuparono il tavolo principale. Continuò a vestire impeccabilmente, appuntandosi sempre un garofano rosso nel suo occhiello. Johnson costantemente supportò la leadership di Farley, e nel 1952, quando l'organizzazione di Farley affrontò una campagna elettorale particolarmente dura, Johnson fece promozione in sua vece nella zona di Northside, ad alta densità afroamericana, dove Johnson mantenne sempre elevati livelli di popolarità.

## Morte
Johnson morì il 9 dicembre 1968 all'ospedale Atlantic County Convalescent Home di Northfield, nel New Jersey. Così come scritto dall'Atlantic City Press, Johnson "nacque per comandare: Egli fu elegante, vistoso, fu politicamente amorale e senza regole, ed ebbe una memoria eidetica per facce e nomi, e un naturale dono al comando... [Johnson] ebbe la reputazione di essere un incredibile approfittatore, un grande bevitore, un amante infaticabile, un epicureo, un appassionato utilizzatore del lusso e di tutte le cose belle della vita."

## Televisione
Dal 19 settembre 2010, una nuova serie televisiva del canale americano via cavo HBO intitolata Boardwalk Empire ha ripreso la storia e i tempi di "Nucky" Johnson, così come quello di altri contemporanei, all'inizio dell'era Proibizionista ad Atlantic City. La serie è prodotta da Martin Scorsese e Mark Wahlberg e ha come protagonista Steve Buscemi nel ruolo di 'Nucky' Thompson, una versione romanzata di Johnson. Il creatore dello show, Terence Winter, decise di dipingere una versione romanzata di Johnson per dare agli sceneggiatori una licenza creativa, e per mantenere la suspense. La serie è basata sul libro omonimo.